# Вествуд (округ Бојд, Кентаки)
Вествуд (енгл. Westwood, Boyd County) насељено је место без административног статуса у америчкој савезној држави Кентаки.

## Демографија
По попису из 2010. године број становника је 4.746, што је 142 (-2,9%) становника мање него 2000. године.
| Група             | 2000.         | 2010.         |
| Белци             | 4.781 (97,8%) | 4.599 (96,9%) |
| Афроамериканци    | 23 (0,5%)     | 47 (1,0%)     |
| Азијати           | 18 (0,4%)     | 7 (0,1%)      |
| Хиспаноамериканци | 24 (0,5%)     | 36 (0,8%)     |
| Укупно            | 4.888         | 4.746         |